# Řekněte jí, že ji miluji
Řekněte jí, že ji miluji (v originále Dites lui que je l'aime) je francouzský hraný film z roku 1977, který režíroval Claude Miller podle románu This Sweet Sickness. Snímek měl světovou premiéru 28. září 1977.

## Děj
David Martinaud je účetním v malém městě v Savojsku. Je zamilovaný do vdané ženy Lise. Jako samotář má málo přátel, všem jedna z jeho sousedek, Juliette, je do něj zamilovaná. David tráví každou neděli na izolované horské chatě, kterou zařídil pro Lise, kterou od dětství vášnivě miluje. Přestože je Lise vdaná, David stále doufá, že s ním bude žít. Píše jí, telefonuje jí, dokonce ji navštěvuje, aniž bere v úvahu přítomnost manžela či velmi zdrženlivý postoj Lise. Jednoho dne se její manžel nešťastnou náhodou zabije a Lise čelí sama Davidovým návrhům. Juliette se zase snaží upoutat Davidovu pozornost.

## Obsazení
| Gérard Depardieu    | David Martinaud  |
| Miou-Miou           | Juliette         |
| Claude Piéplu       | pan Chouin       |
| Jacques Denis       | Gérard Dutilleux |
| Dominique Laffin    | Lise Dutilleux   |
| Christian Clavier   | François         |
| Xavier Saint-Macary | Michel Barbet    |
| Michel Pilorgé      | Maurice          |
| Josiane Balasko     | Nadine           |
| Véronique Silver    | paní Barbet      |
| Jacqueline Jeanne   | Jeanne           |
| Michel Such         | Raymond          |
| Annick Le Moal      | Camille          |
| Nathan Miller       | dítě             |